# Talbrücke Seßlestal
Die Talbrücke Seßlestal ist eine 320 m lange Brücke der Autobahn 71. Sie war beim Autobahnbau in Deutschland eine der ersten Stahlverbundbrücken mit einteiligem Überbau und hat mit 87,5 m die größte Stützweite bei den Parallelträgerbrücken der A 71. Die große Spannweite war erforderlich, um ein vorhandenes Biotop im Talgrund zu erhalten.  
Das Bauwerk liegt bei Kilometer 133,5 zwischen dem Autobahndreieck Suhl und dem Autobahnanschluss Meiningen-Nord. Es überspannt im Wald westlich von Dietzhausen in einer Höhe von maximal 53 m mit vier Feldern das Seßlestal. Die Brücke hat im Grundriss bis auf eine Länge von 7,5 m einen Radius von 1200 m. Das Längsgefälle Richtung Westen ändert sich und beträgt im Mittel 2 %. Gebaut wurde die Überführung zwischen den Jahren 2000 und 2002 bei Kosten von ungefähr 11 Millionen Euro.

## Gründung und Unterbauten
Die Widerlager und Pfeiler haben eine Flachgründung auf dem anstehenden Buntsandstein. Die Stahlbetonpfeiler mit Höhen zwischen 28 m und 41 m bestehen unten aus einem einteiligen Vollquerschnitt mit den konstanten Außenabmessungen von 3,5 m × 8,8 m. Im oberen Pfeilerbereich löst sich dieser Querschnitt in zwei Einzelstützen auf, die einen trapezförmigen Vollquerschnitt mit maximalen Abmessungen von 3,5 m × 2,85 m besitzen. Die Pfeilerköpfe sind durch Querriegel miteinander verbunden.

## Überbau
Der einteilige Überbau der Stahlverbundbrücke hat einen einzelligen offenen Stahltrog und eine mit Kopfbolzendübeln verbundene 28,5 m breite, 32 cm bis 43 cm dicke Stahlbetonfahrbahnplatte. Das Bodenblech des Kastenquerschnittes ist 7,9 m breit, die Stege der Hauptträger sind schräg und stützen die Fahrbahnplatte in einem Abstand von 10,6 m. Zusätzlich wird die Fahrbahnplatte außen durch Schrägstreben ungefähr alle 5 m gestützt. Die Konstruktionshöhe des ganzen Überbaus ist konstant 4,5 m. Die Stützweiten des 4-feldrigen Überbaus betragen 72,5 m + 87,5 m + 87,5 m + 72,55 m. 
Der Bewegungsruhepunkt in Längsrichtung ist in Brückenmitte, wo zwei Pfeiler mit dem Überbau unverschieblich verbunden sind.

## Ausführung
Der Stahlüberbau bestand in Längsrichtung aus 15 Schüssen, die in Einzelteilen per LKW angeliefert wurden. Die endgültige Verschweißung erfolgte am westlichen Widerlager. Zum Einbau wurde der Stahltrog mit einem Vorbauschnabel im Taktschiebeverfahren in Längen von maximal 87 m eingeschoben. Abschließend wurde die Stahlbetonfahrbahnplatte mit einem Schalwagen abschnittsweise in Längen von 15 m hergestellt.